# Kavastu (Haljala)
Kavastu (Duits: Kawast) is een plaats in de Estlandse gemeente Haljala, provincie Lääne-Virumaa. De plaats heeft de status van dorp (Estisch: küla) en telt 44 inwoners (2021).
Langs de westgrens van het dorp loopt de beek Mustoja.

## Geschiedenis
In 1241 maakte het Grondboek van Waldemar melding van drie dorpen in de omgeving van het huidige Kavastu: Capis, Unæs en Mellæs. Kavastu is ontstaan uit een samensmelting van Capis en Mellæs tot het dorp Kappas. In 1398 werd het dorp Unæs het centrum van een landgoed Unas. In 1539 heette het landgoed Kappes, waarschijnlijk onder invloed van het nabijgelegen Kappas, dat in dat jaar ook Kappes werd genoemd. In 1550 heetten ze allebei Kaabs, in 1622 Kawest en in 1726 Kawast.
In de 18e eeuw kreeg het landgoed een houten landhuis. Het dorp Unas werd ervoor afgebroken. De laatste eigenaar voordat het landgoed in 1919 door het onafhankelijk geworden Estland werd onteigend, was Arnold von Dehn. In 1921 verhuisde de dorpsschool naar het voormalige landhuis. Daar bleef de school in bedrijf tot ze op 1 september 1968 werd gesloten. Daarna was het landhuis in gebruik als dorpshuis, tot het op 7 juni 1971 afbrandde. Op de plaats waar het landhuis heeft gestaan, is op 15 juni 1991 een gedenksteen neergezet. De nederzetting die in de jaren twintig van de 20e eeuw ontstond in de omgeving van het landhuis werd in 1977 bij het dorp Kavastu gevoegd.
Van de gebouwen in de omgeving van het landhuis zijn alleen een duiventoren en een stal nog in goede staat. De andere gebouwen zijn ruïnes.

## Foto's

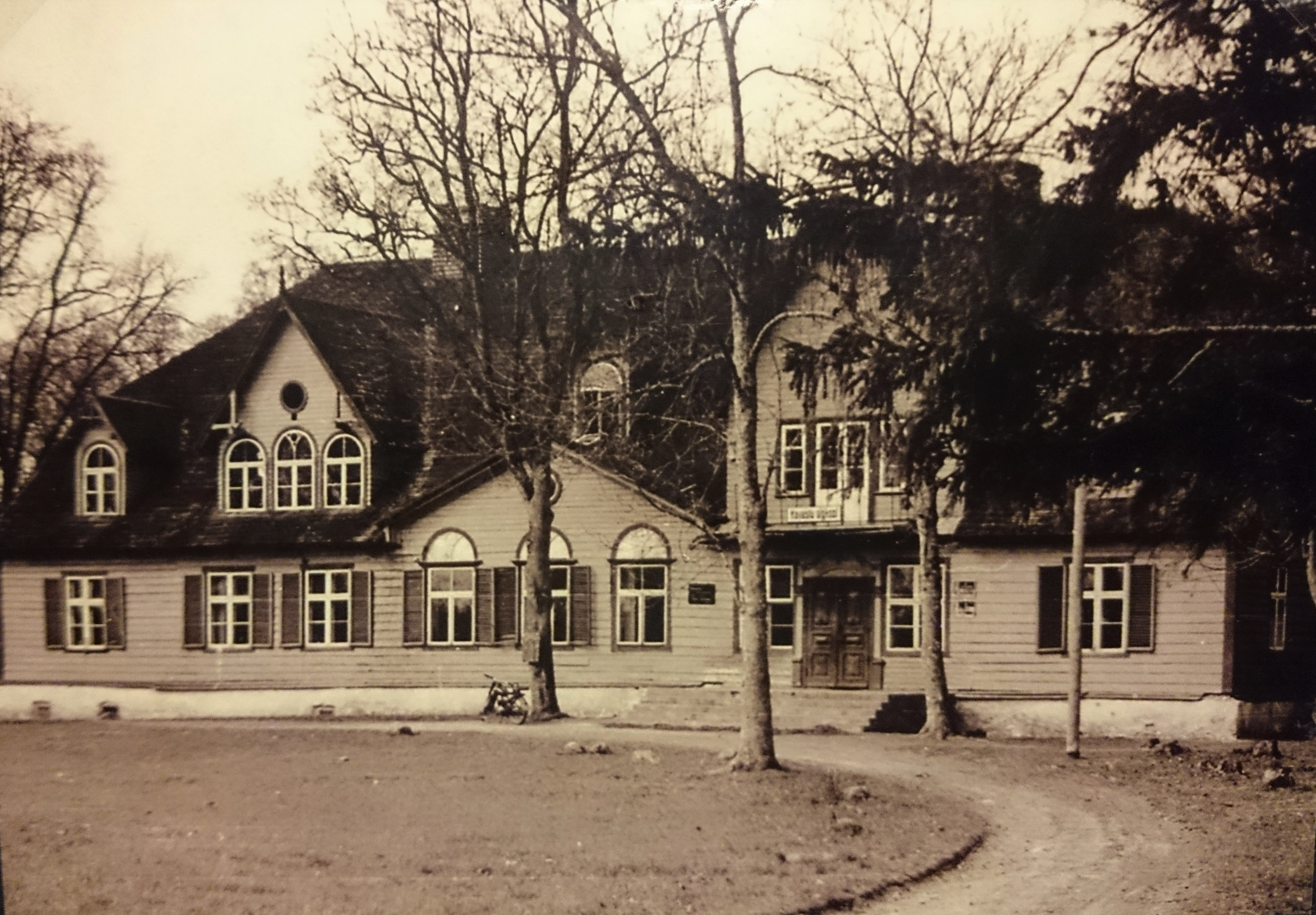
Historische opname van de plaatselijke school, het voormalige landhuis
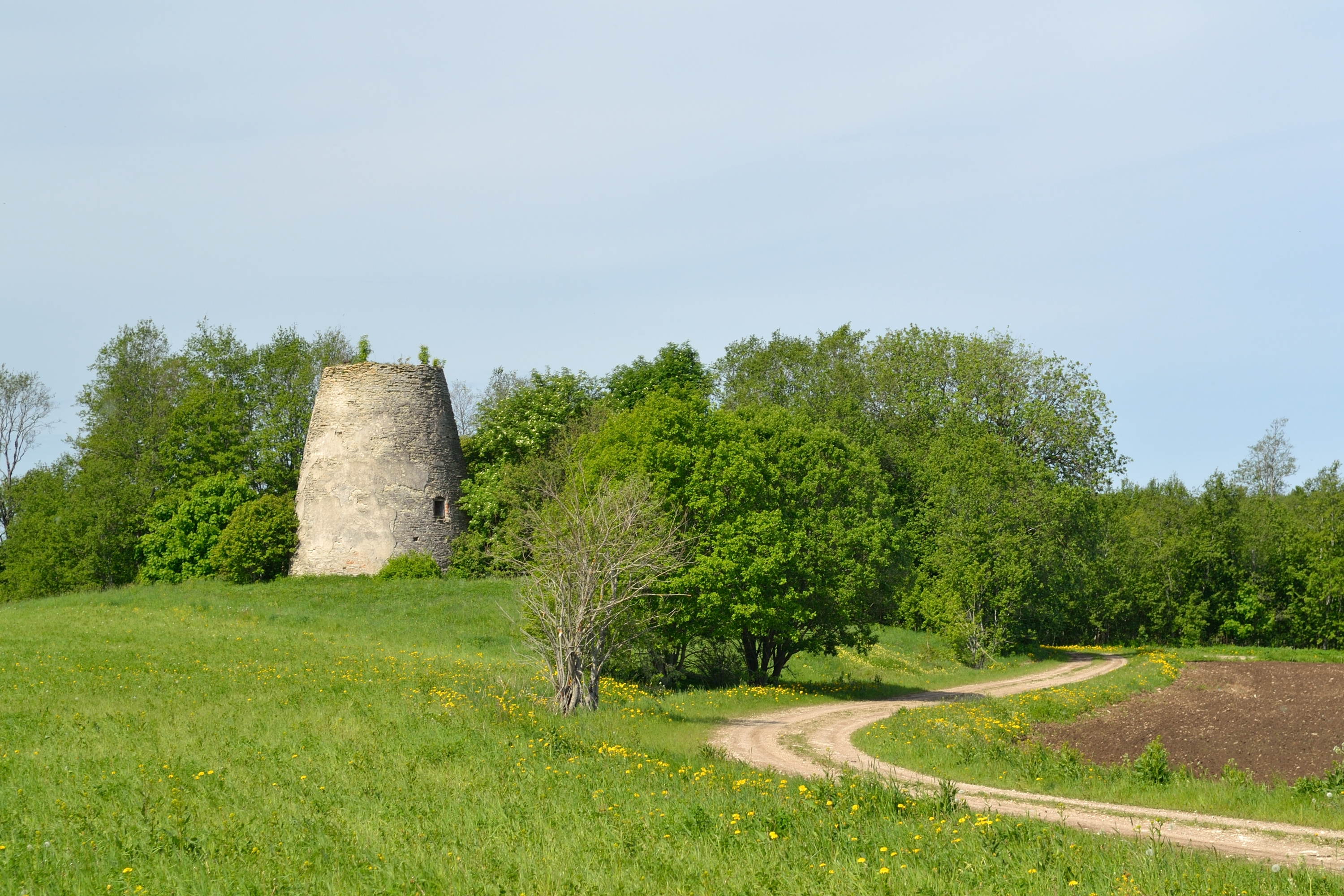
Restant van een molen
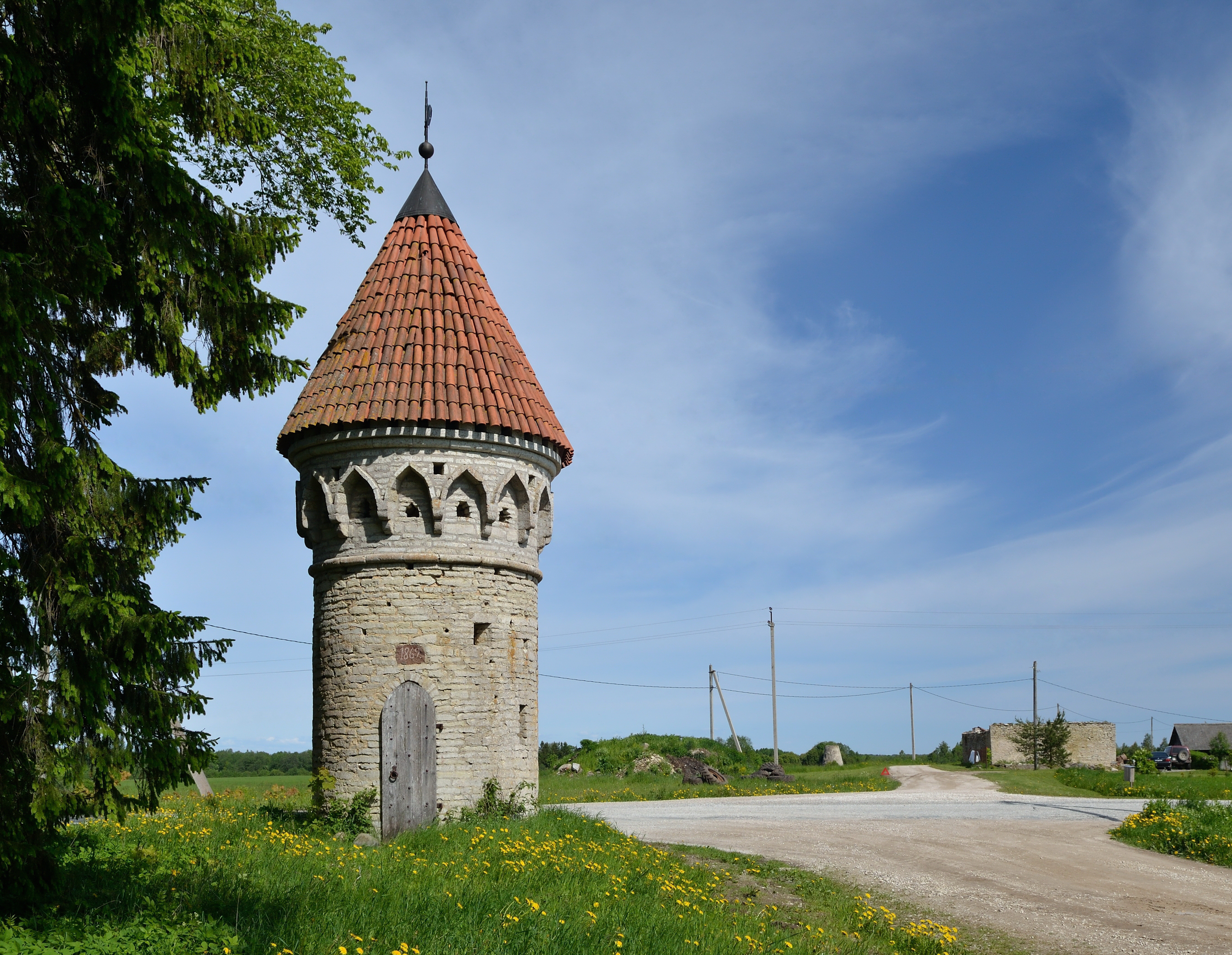
Duiventoren